# تشارلز فريزر
تشارلز فريزر (بالإنجليزية: Charles Fraser)‏ (1907 في المملكة المتحدة - ) هو لاعب كرة قدم بريطاني في مركز الدفاع. لعب مع نادي لوتون تاون.